# Бескид Микола
Микола Бески́д (словац. Nikolaj Beskyd, нар. 29 червня 1883, с. Леґнава, Сх. Словаччина — пом. 11 грудня 1947, Кошиці, там само) — історик, священик, публіцист, громадсько-культурний діяч у Словаччині.

## Життєпис
Народився 29 червня 1883 року. Його батько, Олександр Бескид (1854—1923), був сільським священиком місцевої греко-католицької церкви. Мав трьох молодших: Олександра (1887), Євгена (1890) і Корнеля (1892).
Після закінчення початкової школи навчався з 1892 в Королівській католицькій гімназії в Пряшеві, яку успішно закінчив у 1900 році. Єпископ Ян Валій відправив його як обдарованого студента вчитися на факультеті теології в Будапешті. Як молодий богослов є повноправним членом Угорської спілки істориків на основі опублікованої робота «Історія абатства в Тапольці» (1903). Після богословських досліджень, він вирішив прийняти целібат і був висвячений на священика 14 квітня 1907 в Пряшеві.
Після висвячення залишається в Пряшеві. У 1908 році призначений розпорядником єпископської адміністрації. У 1911 році він здобув докторський ступінь з філософії в університеті міста Клуж в Румунії.
У 1920 році почав випускати в Пряшеві газету «Голос Руської нації», брав участь у створенні Руської народної ради і активно працював у Спілці Олександра Духновича в Ужгороді, де він був головою видавничої секції. Різко критикував чехословацький уряд за невиконання обіцянки про автономний статус Підкарпатської Русі. Його стрийко, Антон Бескид був у 1923—1933 губернатором Підкарпатської Русі.
У 1923 році переїжджає з Пряшева до Леґнави, де служить священиком. В 1927 році іде у відставку, залишається жити в Леґнаві і зосереджується на написанні історичних праць.

## Праці
Опублікував роботи «Карпатська Русь» (1920), згодом «Карпаторуська правда» (1932)
Автор книжок «Ю. А. Ставровський-Попрадов» (1928), «О. В. Духнович» (1930), «Кирилиця і глаголиця» (1930), «Історія Пряшівської єпархії» (1933) та інших. Під його редакцією вийшла збірка поезій Ю. Ставровського (1928), підготовлена до друку збірка поезій О. Духновича.
Був автором багатьох статей з історії, літератури, мовознавства. Його праці мали помітне значення в справі опрацювання й більш глибокого вивчення історії та культури українців південних схилів Карпат. Писав переважно язичієм, у поглядах на історію українського населення Карпат дотримувався москвофільської орієнтації.